# Fantastic'Arts 2003
La dixième édition du festival Fantastic'Arts s'est déroulé du 29 janvier au 2 février 2003. La thématique du festival fut : la peur. Le jury long métrage fut présidé par William Friedkin.
Pour fêter les dix ans du festival, une rétrospective avec tous les gagnants des neuf premières éditions fut organisée.

## Palmarès
| Prix                                      | Attribué à                                                               | Pays                 |
| ----------------------------------------- | ------------------------------------------------------------------------ | -------------------- |
| Grand prix du festival                    | Dark Water de Hideo Nakata                                               | Japon                |
| Prix du jury                              | Maléfique d'Éric Valette et Les Témoins (The Gathering) de Brian Gilbert | France / Royaume-Uni |
| Prix de la critique internationale        | Dark Water de Hideo Nakata                                               | Japon                |
| Prix du jury jeunes                       | Dark Water de Hideo Nakata                                               | Japon                |
| Prix Première                             | May de Lucky MacKee                                                      | États-Unis           |
| Prix du public Mad Movies - inédits vidéo | 2009: Lost Memories de Lee Si-myung                                      | Corée du Sud         |
| Grand prix du court métrage fantastique   | Bloody Christmas de Michel Leray                                         |                      |
| Prix littéraire                           | Le 5e règne de Maxime Williams (pseudonyme de Maxime Chattam)            |                      |

## Films en compétition
- Darkness de Jaume Balagueró ( Espagne /  États-Unis)
- Dark Water (仄暗い水の底から, Honogurai mizu no soko kara?)  de Hideo Nakata ( Japon)
- Dead End de Jean-Baptiste Andrea et Fabrice Canepa ( France /  États-Unis)
- Hypnotic (Doctor Sleep) de Nick Willing ( Royaume-Uni)
- Maléfique de Éric Valette ( France)
- May de Lucky McKee ( États-Unis)
- The Eye (見鬼, Gin gwai) de Danny et Oxide Pang ( Hong Kong /  Singapour)
- Les Témoins (The Gathering) de Brian Gilbert ( Royaume-Uni)
- Ju-on: The Grudge (呪怨, Juon?) de Takashi Shimizu ( Japon)

## Courts métrages hors-compétition
- Bloody christmas de Michel Leray ( France)
- Comptine de Damien Chemin ( France)
- Good dog de Antoine Raimbault ( France)
- Loup de Zoé Galeron ( France)
- Œdipe de Éric Rognard ( France)
- Reptil de Pascal Stervinou ( France)
- Toujours tout droit de Manuel Moutier ( France)

## Films hors-compétition
- 28 jours plus tard (28 days later) de Danny Boyle ( Royaume-Uni)
- Abîmes (Below) de David Twohy ( États-Unis)
- Cabin Fever de Eli Roth ( États-Unis)
- Le Cercle (The Ring) de Gore Verbinski ( États-Unis /  Japon)
- Cypher de Vincenzo Natali ( États-Unis /  Canada)
- La Tranchée (Deathwatch) de Michael J. Bassett ( Royaume-Uni /  Allemagne)

### Séances spéciales
- Trois histoires de l'au-delà (三更, Saam gaang) de Kim Jee-woon, Nonzee Nimibutr et Peter Chan ( Hong Kong /  Corée du Sud /  Thaïlande)
- Dracula, pages tirées du journal d'une vierge (Dracula, Pages From a Virgin's Diary) de Guy Maddin ( Canada)
- Les Enfants de la pluie de Philippe Leclerc ( France /  Corée du Sud) (séance enfant)
- Café Flesh de Stephen Sayadian ( États-Unis)

### Nuit Trash
- Ichi the Killer (殺し屋1, Koroshiya 1?) de Takashi Miike ( Japon)

### Nuit Hammer
- Frankenstein s'est échappé (The Curse of Frankenstein) de Terence Fisher
- Le Cauchemar de Dracula (Horror of Dracula) de Terence Fisher
- La Malédiction des pharaons (The Mummy) de Terence Fisher

### Rétrospective "la peur au cinéma"
- Le Projet Blair Witch (The Blair Witch Project) de Daniel Myrick et Eduardo Sánchez
- L'Exorciste - version longue (The exorcist : the version you've never seen) de William Friedkin
- La Monstrueuse Parade (Freaks) de Tod Browning
- Scary Movie de Keenen Ivory Wayans
- Ring (リング, Ringu?) de Hideo Nakata
- Monstres et Cie (Monsters, Inc.) de Pete Docter
- La Nuit des masques (Halloween) de John Carpenter
- Le Voyeur (Peeping Tom) de Michael Powell

## Inédits vidéo
- 2009: Lost Memories de Lee Si-myung ( Corée du Sud)
- The Bunker de Rob Green ( Royaume-Uni)
- Le Cœur du guerrier (El Corazón del guerrero) de Daniel Monzon ( Espagne)
- Volcano High (Wasango) de Kim Tae-gyun ( Corée du Sud)
- Webmaster (Skyggen) de Thomas Borch Nielsen ( Danemark /  Suède)

## Jury

### Jury longs métrages
Président du jury : William Friedkin
- Jacqueline Bisset
- Sami Bouajila
- Jean-Christophe Grangé
- Catherine Jacob
- Sam Karmann
- Tchéky Karyo
- Samuel Le Bihan
- Vincenzo Natali

### Jury courts métrages
Président du jury : Pascal Légitimus
- Djamel Bensalah
- Marilyne Canto
- Mélanie Laurent
- Anna Mouglalis
- Bruno Todeschini

### Auteurs du Salon du Grimoire
- Auteurs présents : Henri Lœvenbruck,Jay Elis,Renaud Benoist

### Colloque "La peur au cinéma"
- Paul-Georges Sansonetti (spécialiste de l'histoire des mythes et de leur représentation au cinéma)
- Jean-Pierre Dionnet (animateur de la chaîne CinéCinéma)
- Jean-Jacques Bernard (animateur de la chaîne CinéCinéma)
- Samuel Blumenfeld (critique au journal Le Monde)
- Léo Haddad (journaliste pour Technikart)
- Marc Toullec (journaliste pour Ciné Live)